# سیارک ۵۴۸۸
سیارک ۵۴۸۸ (به انگلیسی: 5488 Kiyosato، نامگذاری:1991VK5) پنج هزار و چهارصد و هشتاد و هشتمین سیارک کشف شده‌است که در ۱۳ نوامبر ۱۹۹۱ کشف شد.
قدر مطلق سیارک برابر ۱۱٫۳۰ است.